# 지엔카인현
지엔카인현(베트남어: Huyện Diên Khánh / 縣延慶)은 베트남 중남부 해안 지방에 있는 카인호아성의 현이다. 현도는 지엔카인 시진에 있다.

## 행정 구역
지엔카인현은 1시진, 17사를 관할한다.

### 시진
- 자엔카인 시진 (Thị trấn Diên Khánh, 延慶市鎭)

### 사
- 빈록 사 (Xã Bình Lộc, 平祿社)
- 지엔안 사 (Xã Diên An, 延安社)
- 지엔디엔 사 (Xã Diên Điền, 延田社)
- 지엔동 사 (Xã Diên Đồng, 延同社)
- 지엔호아 사 (Xã Diên Hòa, 延和社)
- 지엔락 사 (Xã Diên Lạc, 延樂社)
- 지엔럼 사 (Xã Diên Lâm, 延林社)
- 지엔푸 사 (Xã Diên Phú, 延富社)
- 지엔프억 사 (Xã Diên Phước, 延福社)
- 지엔선 사 (Xã Diên Sơn, 延山社)
- 지엔떤 사 (Xã Diên Tân, 延新社)
- 지엔타인 사 (Xã Diên Thạnh, 延盛社)
- 지엔토 사 (Xã Diên Thọ, 延壽社)
- 지엔또안 사 (Xã Diên Toàn, 延全社)
- 지엔쑤언 사 (Xã Diên Xuân, 延春社)
- 수오이히엡 사 (Xã Suối Hiệp, 率協社)
- 수오이띠엡 사 (Xã Suối Tiên, 率仙社)